# Marjan Zajec
Marjan Zajec, slovenski pravnik in politik, * 31. maj 1905, Ljubljana, † 6. februar 1985, Buenos Aires.

## Življenje in delo
Pravo je študiral na ljubljanski PF, kjer je 1929 tudi doktoriral. Kot odvetnik je deloval v Ljubljani. Politično je deloval v Jugoslovanski nacionalni stranki (JNS); malo pred vojno je postal tajnik banovinskega odbora JNS. Po okupaciji Slovenije 1941 je kot predstavnik liberalnih politikov deloval v protirevolucionarnem taboru, bil je član sokolskega vojnega sveta in odbora vaških straž, zavzemal se je za ustanovitev ljubljanske mestne straže. Z A. Šmajdom je jeseni 1944 pripomogel k ustanovitvi Narodnega odbora za Slovenijo in nato postal njegov tajnik. Tik pred koncem vojne je bil med glavnimi pogajalci z generalom E. Rösenerjem za prevzem civilne in vojaške oblasti. Po končani vojni se je odselil v Argentino, kjer se je sprva preživljal kot delavec, kasneje pa kot uradnik v zasebnem naftnem podjetju.